# Ibṭīn
Ibṭīn (hebreiska: אבטין) är en ort i Israel.   Den ligger i distriktet Haifa, i den norra delen av landet. Ibṭīn ligger 93 meter över havet och antalet invånare är 2 020.
Terrängen runt Ibṭīn är platt åt nordost, men åt sydväst är den kuperad.Runt Ibṭīn är det tätbefolkat, med 636 invånare per kvadratkilometer. Närmaste större samhälle är Haifa, 13,3 km nordväst om Ibṭīn. Trakten runt Ibṭīn består till största delen av jordbruksmark.